# Geranium tovarii
Geranium tovarii är en näveväxtart som beskrevs av Carlos Aedo. Geranium tovarii ingår i släktet nävor, och familjen näveväxter. Inga underarter finns listade i Catalogue of Life.